# Jules Armand Kooh
Jules Armand Kooh Bioumla, né le 16 juin 1999 à Douala, est un footballeur camerounais évoluant au poste d'attaquant. Révélé par ses performances avec les Astres de Douala, il joue actuellement pour le Club Africain dans le championnat tunisien.

## Biographie

### Jeunesse et formation
Jules Armand Kooh est né à Douala, au Cameroun. Il a commencé sa carrière dans les équipes de jeunes du Avion FC, avant de rejoindre le Stade Renard. Ces expériences lui ont permis de développer ses qualités offensives et d'attirer l'attention des recruteurs des Astres de Douala, où il a signé son premier contrat professionnel.

## Carrière

### Les Astres de Douala
Kooh a rejoint les Astres de Douala en 2019. Lors de la saison 2023/24, il s'est illustré comme le meilleur buteur du championnat camerounais, inscrivant 22 buts en une seule saison, un record dans l'histoire récente du club. Il a marqué un doublé décisif lors du dernier match des Play-offs contre Avion Academy, consolidant ainsi sa réputation comme l'un des meilleurs attaquants locaux.

### Club Africain
En juillet 2024, Jules Armand Kooh a signé un contrat de trois ans avec le Club Africain, Ce transfert marque sa première expérience à l'étranger,. Depuis son arrivée, il était en période de réhabilitation à la suite d'une blessure.

## Palmarès individuel
- Meilleur buteur du championnat camerounais : Saison 2023/24 (22 buts)[3],[8].

## Statistiques
| Saison | Club | Championnat |  |
| ------ | ---- | ----------- |  |